# Quercus crispifolia
Quercus crispifolia är en bokväxtart som beskrevs av William Trelease. Quercus crispifolia ingår i släktet ekar, och familjen bokväxter. Inga underarter finns listade.